# Abū Bakr

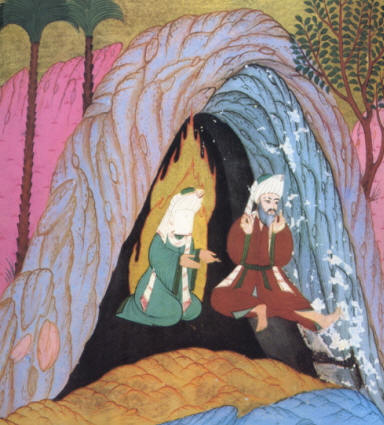
Abu Bakr und Mohammed verbergen sich vor der Hidschra in der Höhle am Berge Thaur (Darstellung aus dem Siyer-i Nebi, 1595 abgeschlossen)

Abū Bakr ʿAbdallāh ibn Abī Quhāfa as-Siddīq (arabisch أبو بكر عبد الله بن أبي قحافة الصديق, DMG Abū Bakr ʿAbd Allāh b. Abī Quḥāfa aṣ-Ṣiddīq; geb. um 573 in Mekka; gest. 23. August 634 in Medina) war einer der ersten Anhänger des Propheten Mohammed und als Vater von Aischa bint Abi Bakr sein Schwiegervater. Nach Mohammeds Tod im Juni 632 herrschte er als dessen „Nachfolger“ bzw. „Stellvertreter“ (Kalif) bis 634 über die Gemeinschaft der Muslime.
Die Muslime entzweiten sich über die Frage, wer berechtigt war, die Nachfolge Mohammeds nach dessen Tod anzutreten: Für die Schiiten ist ʿAlī ibn Abī Tālib, Vetter und Schwiegersohn des Propheten, der rechtmäßige Nachfolger Mohammeds, die Sunniten dagegen meinen, dass Abū Bakr, der die Nachfolge antrat, auch größeren Anspruch darauf hatte.

## Rolle zu Lebzeiten Mohammeds

### Frühes Leben in Mekka
Abū Bakr gehörte zu den Taim, einem eher unbedeutenden Clan des Stammes Quraisch. Sein Vater war Abū Quhāfa ibn ʿĀmir, seine Mutter Umm al-Chair Salmā bin Sachr gehörte zu demselben Clan. Abū Bakr kam in Mekka als Stoffhändler zu Reichtum. Mit seinem Kapital von ca. 40.000 Dirham verfügte er in seinem Clan über einigen Einfluss. Noch in vorislamischer Zeit heiratete er zwei Frauen, nämlich Qutaila bint ʿAbd al-ʿUzzā aus dem mekkanischen Clan der ʿĀmir und Umm Rūmān bint ʿĀmir aus dem Stamm der Kināna. Qutaila gebar einen Sohn namens ʿAbdallāh sowie die Tochter Asmā', Umm Rūmān gebar einen Sohn namens ʿAbd ar-Rahmān sowie die Tochter ʿĀ'ischa.
Nachdem sich Abū Bakr Mohammed angeschlossen hatte, wurde er zu einem seiner wichtigsten Helfer. Ibn Hischām nennt in seiner Prophetenbiographie fünf Personen, die aufgrund der Werbung Abū Bakrs den Islam annahmen und besonders fest im Glauben waren: ʿUthmān ibn ʿAffān, az-Zubair ibn al-Awwam, ʿAbd ar-Rahmān ibn ʿAuf, Sa'd ibn Abi Waqqas, Talha ibn ʿUbaidallāh. Auch Abū Bakrs Töchter ʿĀ'ischa und Asmā' schlossen sich sehr bald der neuen Religion an. Während viele andere Prophetengefährten um 615 nach Äthiopien emigrierten, blieb Abū Bakr mit Mohammed in Mekka.

### Hidschra

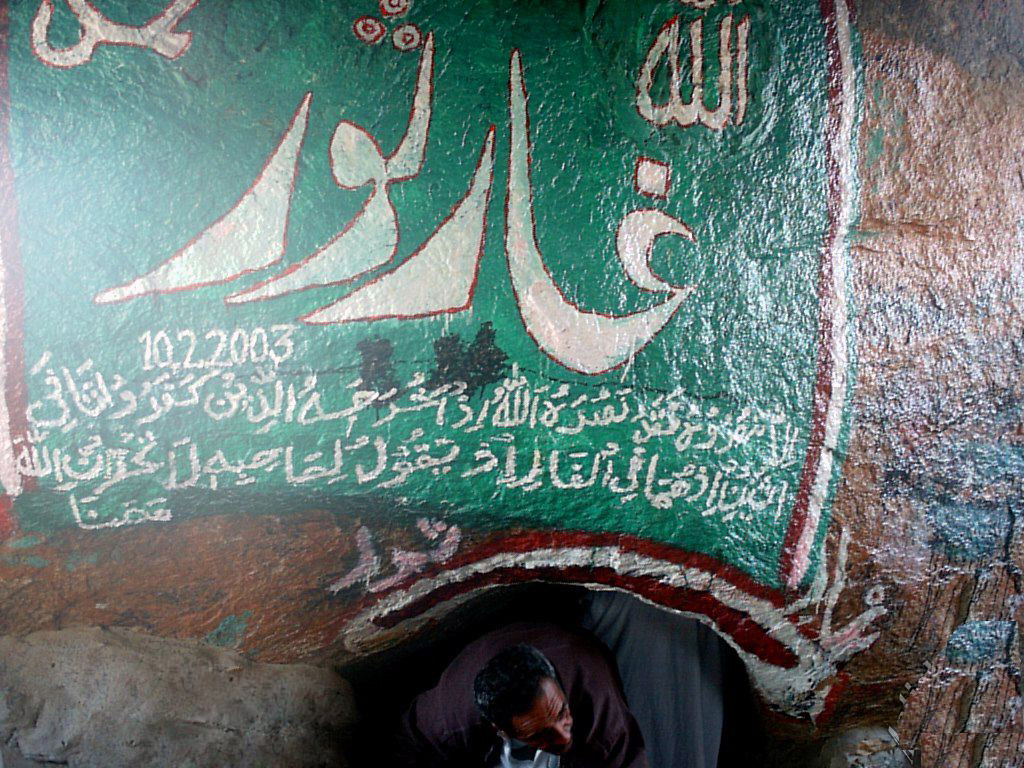
Eingang zu der Höhle am Berge Thaur, in der sich Mohammed und Abū Bakr verborgen haben sollen, mit dem Text von Sure 9:40. Die Höhle gehört bis heute zu den heiligen Orten von Mekka.

Abū Bakr war der einzige Begleiter Mohammeds bei dessen Auswanderung (Hidschra) nach Yathrib (später Medina). Nach der islamischen Überlieferung verbargen sich die beiden vor der Auswanderung drei Tage lang in einer Höhle am Berge Thaur am unteren Ende von Mekka, ein Ereignis, auf das Sure 9:40 anspielen soll: „Gott hat ihm geholfen, als die, die ungläubig waren, ihn vertrieben hatten, den zweiten von zweien (ṯānī al-iṯnain), als die beiden in der Höhle waren.“

### In Yathrib/Medina
In Medina stellte Abū Bakr Mohammed Geld für den Kauf eines Grundstücks zur Verfügung, auf dem er hernach seine Moschee erbaute. Er selbst bezog ein Haus in dem Bezirk Sunh, der im oberen Teil der Stadt lag.
Während der Kämpfe gegen die heidnischen Quraisch von Mekka fiel er durch seine Milde auf. Während zum Beispiel nach dem Sieg von Badr ʿUmar ibn al-Chattāb die Hinrichtung der mekkanischen Gefangenen forderte, verwandte sich Abū Bakr für sie beim Propheten, der sie schließlich für ein Lösegeld freisetzte. Aus Abū Bakrs eigener Familie standen zu jener Zeit noch mehrere Personen dem Islam ablehnend gegenüber und verblieben im heidnischen Mekka. Sein Vater Abū Quhāfa zum Beispiel nahm erst im Jahre 630 den Islam an, nachdem die muslimischen Truppen die Stadt eingenommen hatten. Abū Bakr heiratete 629 noch eine weitere Frau, nämlich Asmā' bin ʿUmais aus dem Stamm Chathʿam, die Witwe von Dschaʿfar ibn Abī Tālib.
Im Jahr 631 stellte Mohammed Abū Bakr an die Spitze eines Zuges von 300 muslimischen Pilgern, die von Medina aus die Wallfahrt nach Mekka unternahmen. Als Mohammed im Sterben lag, führte Abū Bakr das Gebet der Gemeinde an. Daraus ergab sich für ihn ein gewisser Nimbus.

## Rolle nach dem Tod Mohammeds

### Erhebung zum Befehlshaber
Als Mohammed am Mittag des 8. Juni 632 starb, befand sich nach der islamischen Überlieferung Abū Bakr gerade bei seiner Familie in Sunh. Auf die Nachricht vom Tode des Propheten eilte er zurück zu dessen Haus im Zentrum und betrat die Kammer seiner Tochter ʿĀʾischa, die den Leichnam Mohammeds noch in den Armen hielt. Abū Bakr küsste sein Gesicht und trat dann heraus in den Hof und sprach zu der Menge der versammelten Gläubigen: „Wer immer Mohammed verehrt, möge wissen, dass Mohammed tot ist. Wer immer aber Gott verehrt, möge wissen, dass Gott lebt und nicht stirbt.“ In diese Versammlung im Hof des Prophetenhauses stürzte ein Bote, der berichtete, dass sich die Ansār versammelt hätten, um sich einen eigenen Befehlshaber zu wählen. Abū Bakr eilte daraufhin mit ʿUmar ibn al-Chattāb und Abū ʿUbaida ibn al-Dscharrāh zu dem Versammlungsplatz (Saqīfa) des Saʿd ibn ʿUbāda, um das Auseinanderbrechen der muslimischen Gemeinschaft zu verhindern. Als sie die Versammlung betraten, war bereits Saʿd ibn ʿUbāda, der zu jener Zeit die Führung der Chazradsch innehatte, aber selbst an einem Fieber erkrankt war, als neuer Befehlshaber von Medina vorgeschlagen worden, allerdings hatte man ihn noch nicht gewählt.

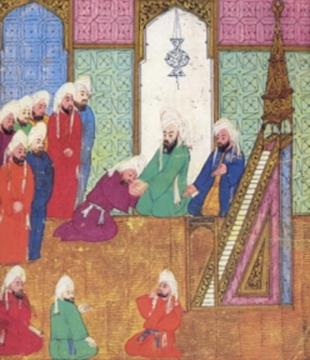
Osmanisch-türkische Miniatur aus dem Siyer-i Nebi, 1596: Die Prophetengefährten schwören Abū Bakr den Treueid, rechts neben ihm Umar.

Nach einem Bericht, den Muhammad ibn Saʿd anführt, schlug der Prophetengefährte Hubāb ibn Mundhir vor, dass sich die Muhādschirūn und die Ansār jeweils einen eigenen Führer wählen sollten. Abū Bakr betonte in der Versammlung den Vorranganspruch des Stammes Quraisch. Wörtlich soll er gesagt haben: „Wir sind die Befehlshaber, und ihr seid die Wesire“ (Naḥnu al-umarāʾ wa-antum al-wuzarāʾ). Vor allem ʿUmar trat strikt gegen jede Teilung der Gemeinschaft ein. Abū Bakr trat daraufhin hervor und schlug vor, die Ansār sollten entweder ʿUmar oder Abū ʿUbaida den Treueid leisten. Diese wiesen das zurück, forderten ihrerseits Abū Bakr auf, die Hand auszustrecken, und leisteten ihm den Treueid. Abū ʿUbaida wird in diesem Zusammenhang mit der Aussage zitiert, er könne keinen Treueid von einer Gemeinschaft entgegennehmen, in der sich noch Abū Bakr, der „Zweite von den Zweien“ (eine Anspielung auf Sure 9:40, siehe oben) befinde. Entscheidend für den weiteren Verlauf der Versammlung war die Ankunft der Banū Aslam, eines Clans aus der Umgebung von Medina, der für seine besondere Loyalität gegenüber dem Propheten bekannt war. Sie stießen in großer Zahl zu der Versammlung und huldigten Abū Bakr.
Abū Bakr hielt am folgenden Tag eine Antrittsrede, doch weigerten sich viele Muhādschirūn und Ansār, ihm zu huldigen. Die Banū Hāschim unter Führung von al-ʿAbbās ibn ʿAbd al-Muttalib protestierten dagegen, dass sie trotz ihrer verwandtschaftlichen Nähe zum Propheten bei der Regelung der Nachfolge übergangen worden waren. Abū Sufyān ibn Harb, das damalige Oberhaupt der Umayyaden, pochte in dieser Situation auf die politischen Vorrechte der Nachkommen des ʿAbd Manāf ibn Qusaiy, zu denen sowohl sein Clan als auch die Banū Hāschim gehörten. Er soll die Herrschaft Abū Bakrs mit den Worten in Frage gestellt haben: „Ihr Nachkommen von ʿAbd Manāf, könnt ihr damit zufrieden sein, dass ein Mann von dem Clan Taim Eure Angelegenheiten übernimmt?“. Ein weiterer scharfer Gegner Abū Bakrs war Chālid ibn Saʿīd, wie Abū Sufyān Umayyade, im Gegensatz zu ihm aber einer der frühesten Anhänger Mohammeds. Al-Yaʿqūbī berichtet, dass sowohl er als auch Abū Sufyān in dieser Situation ihre Bereitschaft bekundeten, ʿAlī ibn Abī Tālib den Treueid zu leisten. ʿAlī hatte offensichtlich auch die Unterstützung einiger Ansār. Von entscheidender Bedeutung in dieser Situation war, dass sich Mekkaner aus anderen Clanen der Quraisch auf Abū Bakrs Seite stellten, so ʿUmar aus dem Clan ʿAdī ibn Kaʿb, Chālid ibn al-Walīd von den Machzūm und ʿAmr ibn al-ʿĀs von den Sahm. Es war schließlich ʿUmar, der mit Unterstützung der Banū Aslam dafür sorgte, dass fast alle Bewohner Medinas Abū Bakr den Treueid leisteten.

### Auseinandersetzung um das Landgut von Fadak
Lediglich ʿAlī und seine Frau, die Prophetentochter Fatima bint Mohammed, hielten noch den Treueid zurück. Zu einer Konfrontation zwischen Abū Bakr, ʿUmar und ihnen führte wenig später der Streit um das von Juden bewirtschaftete Landgut des Propheten in Fadak im nördlichen Hedschas. Als Fātima Ansprüche auf dieses Landgut geltend machte, hielten die beiden ihr entgegen, dass der Prophet sein gesamtes Eigentum als Sadaqa der Gemeinschaft der Muslime vermacht habe. Da Fātima nicht genügend Zeugen dafür beibringen konnte, dass der Prophet ihr das Landgut schon zu Lebzeiten geschenkt hatte, zog Abū Bakr es ein. Fātima brach daraufhin den Kontakt zu Abū Bakr vollständig ab. Sechs Monate später starb sie. Erst nach ihrem Tode leistete auch ʿAlī dem Kalifen den Treueid.

### Abwehr der Ridda-Bewegung
Abū Bakrs wichtigste Aufgabe bestand in der Bekämpfung einer Aufstandsbewegung unter den arabischen Stämmen, die in den Quellen nach dem arabischen Wort für Apostasie als Ridda bezeichnet wird. Ausgangspunkt dieser Bewegung war die Weigerung einiger Beduinenstämme, weiterhin die Zakāt zu zahlen. Sie meinten, sie sei Teil eines Vertrages gewesen, den sie mit dem Propheten geschlossen hatten und der mit seinem Tod erloschen sei. Von Mālik ibn Nuwaira zum Beispiel, der von Mohammed als Steuereintreiber bei den Yarbūʿ eingesetzt worden war, wird überliefert, dass er nach dem Tode Mohammeds die Kamele, die er als Sadaqa erhalten hatte, nicht nach Medina überstellte, sondern zu seinen Stammesgenossen zurückschickte. Als Abū Bakr davon erfuhr, soll er äußerst wütend gewesen sein und Chālid ibn al-Walīd bei Gott das Versprechen abgenommen haben, dass er Mālik, wenn er ihn zu fassen bekomme, auf jeden Fall töten werde.
In einigen Gegenden Arabiens traten während der Ridda-Bewegung Gegenpropheten auf, die auch auf dem religiösen Gebiet das neue islamische System in Frage stellten. Im Jemen etablierte sich zum Beispiel der Gegenprophet al-Aswad, der in kurzer Zeit weite Gebiete Südarabiens unter seine Kontrolle bringen konnte. Er trat wie Mohammed im Namen Allāhs auf und nutzte Ressentiments gegen die Quraisch für seine Sache aus. Bei dem Stamm Hanīfa, der in der ostarabischen Yamāma lebte, tat sich der Prophet Musailima hervor, der im Namen Rahmāns predigte.
Abū Bakr sandte von Mekka und Medina verschiedene Heere aus, um die abgefallenen Stämme mit Waffengewalt zurückzugewinnen. Hierbei stützte er sich insbesondere auf Vertreter aus der alten mekkanischen Aristokratie, die erst relativ spät zum Islam übergetreten waren. Chālid ibn al-Walīd, der zu dieser Gruppe gehörte, konnte innerhalb von etwa sechs Monaten die wichtigsten abtrünnigen Gebiete der arabischen Halbinsel unterwerfen. Ein anderer Mekkaner, der sich bei diesen Kämpfen hervortat, war ʿIkrima, der Sohn von Mohammeds früherem Gegner Abū Dschahl. Er schlug im Auftrag Abū Bakrs Aufstände in Oman und im Hadramaut nieder. Der endgültige Sieg über die Abtrünnigen erfolgte bei einer Entscheidungsschlacht im Mai 633.

### Sammlung des Korans
Nach der herrschenden islamischen Überlieferung ließ Abū Bakr nach dem Krieg gegen Musailima auf Anregung von ʿUmar die koranischen Texte sammeln. Ein bekannter Bericht besagt, dass ʿUmar von der Tatsache beunruhigt gewesen sei, dass in der entscheidenden Schlacht von al-Yamāma viele Männer, die den Koran auswendig kannten, getötet worden waren. Aus Furcht, dass infolge solcher Verluste schließlich auch die Kenntnis des heiligen Textes verloren gehen könnte, riet er Abū Bakr, eine Sammlung des Korans erstellen zu lassen. Abū Bakr beauftragte mit diesem Unternehmen Zaid ibn Thābit, der einer von Mohammeds Sekretären gewesen war. Zaid schrieb nieder, was er aus schriftlichen und mündlichen Quellen gesammelt hatte, und übergab dies Abū Bakr. Es gibt allerdings keine Belege dafür, dass diese „Sammlung“ irgendwo als autoritativ akzeptiert wurde.

### Der Titel „Nachfolger des Gesandten Gottes“
Abū Bakr nahm als Herrscher den Titel ḫalīfat rasūl Allāh („Nachfolger des Gesandten Gottes“) an. Nach at-Tabarī verwendete er diesen Titel auch in Briefen an die arabischen Stämme. Eine populäre Tradition, wonach er den Titel ḫalīfat Allāh („Stellvertreter Gottes“) explizit abgelehnt hat, ist aber mit ziemlicher Sicherheit erfunden.

### Wiederaufnahme des Dschihād
Die Ridda-Abwehrkämpfe gingen im Norden der Arabischen Halbinsel nun nahtlos in eine Eroberungsbewegung über. Noch im Jahre 633 unternahm Chālid mit seinen Kämpfern Überfälle auf Gebiete des Südirak, machte die dort lebenden Nomadenstämme botmäßig und eroberte al-Hīra, die Hauptstadt des Lachmidenreiches. Al-Balādhurī (gest. 892), der Verfasser des wichtigsten arabischen Werkes über die Futūh, berichtet, dass Abū Bakr im Frühjahr 634 die Bewohner von Mekka, at-Tā'if, des Jemen und die Beduinen im Nadschd und Hedschas angeschrieben habe, „um sie für den Dschihad auszuheben und in ihnen die Lust daran und an der bei den Rhomäern zu holenden Kriegsbeute zu entfachen.“ Sein Aufruf war offensichtlich ein voller Erfolg. Es wird berichtet, er habe in Medina drei Heere aufstellen können. Vier Truppenkontingente unter dem Oberbefehl von Abū ʿUbaida ibn al-Dscharrāh, einem der frühesten Anhänger Mohammeds, zogen in Richtung Syrien. Als sich eine größere Konfrontation mit der byzantinischen Armee ankündigte, sandte Abū Bakr den noch im Irak weilenden Chālid ibn al-Walīd zu ihrer Verstärkung nach Syrien. Die beiden arabischen Heere trafen im Süden Syriens zusammen, und gemeinsam konnte man die Stadt Bosra einnehmen. Unter Chālids Oberbefehl besiegten die Araber im Juli 634 ein byzantinisches Heer, das ihnen bei Adschnādayn in Palästina entgegentrat.

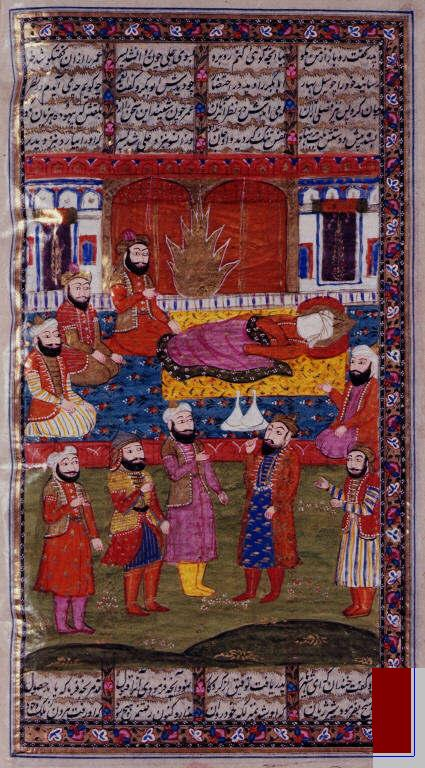
Der Tod Abu Bakrs in dem persischen Werk Hamla-i Haydari aus Kaschmir (19. Jh.)

## Tod und postume Beurteilung
Abū Bakr starb im August 634 in Medina und wurde anschließend neben dem Propheten Mohammed beerdigt. Beide Gräber und das Grab des nachfolgenden zweiten Kalifen ʿUmar ibn al-Chattāb sind heute in der Hauptmoschee von Medina, der Prophetenmoschee, integriert. Sein Vater überlebte ihn um sieben Monate. Er starb erst im März 635 mit 97 Jahren in Mekka. Abū Bakr hatte kurz vor seinem Tod noch eine weitere Ehefrau geheiratet, Habība bint Chāridscha aus dem medinischen Stamm der Chazradsch. Sie gebar ihm nach seinem Tod eine Tochter namens Umm Kulthūm.
Im 8. Jahrhundert entbrannte unter den Muslimen erneut ein Streit über die Frage, ob Abū Bakr berechtigt gewesen war, nach dem Tode des Propheten die muslimische Gemeinschaft anzuführen. Während die Schiiten meinten, dass einzig ʿAlī Anspruch auf das Imamat, also die Führung der Umma, gehabt hätte, weil er nach Mohammed der vorzüglichste Mensch gewesen sei und Mohammed ihn bei Ghadīr Chumm designiert habe, meinten die meisten anderen Muslime, dass das Imamat nach dem Tode Abū Bakr zufiel. Al-Dschāhiz (gest. 869) zum Beispiel leitete das daraus ab, dass Abū Bakr einer der frühesten Muslime gewesen war und im Gegensatz zu ʿAlī, der damals noch ein Kind war, Mohammed durch Gewinnung vieler Menschen für die neue Religion sehr geholfen habe.
Der sunnitische Theologe Abū l-Hasan al-Aschʿarī (gest. 935) vertrat in seinem „Buch der Schlaglichter“ (Kitāb al-Lumaʿ) die Auffassung, dass der Beweis für Abū Bakrs Imamat schon dadurch erbracht sei, dass ʿAlī wie alle anderen Muslime Abū Bakr nach einer Zeit den Treueid geleistet habe. Die Tatsache, dass schließlich alle Muslime Abū Bakr als „Nachfolger des Gesandten Gottes“ angesprochen haben, beweise sein Imamat, denn die Umma stimme niemals im Fehler überein. Das Imamat Abū Bakrs ergibt sich also seiner Auffassung nach aus dem Konsens der Muslime seiner Zeit.